# Heilbron (Südafrika)
Heilbron ist eine Stadt in der südafrikanischen Provinz Freistaat. Sie liegt in der Lokalgemeinde Ngwathe im Distrikt Fezile Dabi. Heilbron befindet sich auf einer Höhe von 1577 Metern über dem Meeresspiegel und hatte 2011 5486 Einwohner (Volkszählung). Die benachbarten Townships Sandersville und Phiritana hatten 2694 bzw. 19.227 Einwohner.
Der Ort wurde 1872 auf dem Farmareal Rietfontein gegründet und im Mai 1873 zur Landgemeinde proklamiert. Im Jahre 1890 erhielt Heilbron das Stadtrecht. Als Namensursprung ist die Bedeutung „spring of salvation“ überliefert, was „Quelle des Heils“ heißt, und sich auf eine starke Wasserquelle bezieht. Eine andere Überlieferung verweist auf die deutsche Stadt Heilbronn.